# Llista de djatis de l'antic Egipte
El càrrec de djati era el més important de la cort després del de faraó en l'antic Egipte. El primer djati del qual se'n té constància és Menka, el seu nom apareix a la piràmide esgaonada del faraó Djoser, de la tercera dinastia, tot i que es creu que va governar en època de Ninetjer, un faraó de la dinastia anterior. Alguns djatis van arribar a faraons, com en el cas d'Ay, de Horemheb (ambdós de la dinastia XVIII) o de Ramsès I, fundador de la dinastia XIX, pare de Seti I i avi del famós Ramsès II.
Aquesta llista està incompleta, es mostren alguns dels djatis més rellevants dins de la història de l'antic Egipte. Cal tenir en compte també que es tracta d'una període d'uns 2.000 anys i que, en aquest temps, van haver canvis en la importància del càrrec, les seves funcions i a vegades el càrrec el van excercir diverses persones a la plegada o una sola persona va exercir de djati i d'altres càrrecs simultàniament.
| Djati                               | Dinastia           | Faraó                                                      | Tomba                                                |
| ----------------------------------- | ------------------ | ---------------------------------------------------------- | ---------------------------------------------------- |
| Menka                               | Dinastia II        | Ninetjer                                                   | Saqqara?                                             |
| Imhotep                             | Dinastia III       | Djoser                                                     | Saqqara?                                             |
| Kagemni                             | Dinasties III i IV | Huni i Snefru                                              | desconeguda                                          |
| Nefermaat                           | Dinastia IV        | Snefru                                                     | Piràmide de Meidum                                   |
| Kanefer                             | Dinastia IV        | Snefru                                                     | Guiza                                                |
| Nefermaat                           | Dinastia IV        | Kheops                                                     | Guiza                                                |
| Khufukhaf                           | Dinastia IV        | Kheops                                                     | Guiza                                                |
| Hemiunu                             | Dinastia IV        | Kheops                                                     | Guiza                                                |
| Minkhaf                             | Dinastia IV        | Kheops                                                     | Guiza                                                |
| Kawab                               | Dinastia IV        | Kheops                                                     | Guiza                                                |
| Kanefer                             | Dinastia IV        | Kheops                                                     | Guiza                                                |
| Khufukhaf                           | Dinastia IV        | Kheops / Khefren                                           | Guiza                                                |
| Ankhaf                              | Dinastia IV        | Khefren                                                    | Guiza                                                |
| Menkhaf                             | Dinastia IV        | Khefren                                                    | Guiza                                                |
| Ankhmara                            | Dinastia IV        | Micerí                                                     | Guiza                                                |
| Duaenre                             | Dinastia IV        | Micerí                                                     | Guiza                                                |
| Iunmin                              | Dinastia IV        | Micerí (i Shepseskaf?)                                     | Guiza                                                |
| Babaef                              | Dinastia IV        | Shepseskaf                                                 | Guiza                                                |
| Sekhemkara                          | Dinastia V         | Userkaf                                                    | Guiza                                                |
| Uaix-Ptah, anomenat Izi             | Dinastia V         | Neferirkara                                                | Abusir al-Melek                                      |
| Pehenukai                           | Dinastia V         | Neferirkara                                                | Saqqara                                              |
| Ptahshepses                         | Dinastia V         | Niuserre                                                   | Abusir al-Melek                                      |
| Seshemnefer                         | Dinastia V         | Menkauhor i Djedkare                                       | Guiza                                                |
| Rashepses                           | Dinastia V         | Djedkare                                                   | Saqqara                                              |
| Akhethotep                          | Dinastia V         | Djedkare                                                   | Saqqara                                              |
| Ptahhotep                           | Dinastia V         | Djedkare                                                   | Saqqara                                              |
| Senedjemib Inti                     | Dinastia V         | Djedkare                                                   | Guiza                                                |
| Senedjemib Mehi                     | Dinastia V         | Unas                                                       | Guiza                                                |
| Iynefert Shanef                     | Dinastia V         | Unas                                                       | Saqqara                                              |
| Akhethotep Hemi                     | Dinastia V         | Unas                                                       | Saqqara                                              |
| Ihy                                 | Dinastia V         | Unas                                                       | Saqqara                                              |
| Hesi                                | Dinastia V         | Unas i Teti                                                | Saqqara                                              |
| Djumenti                            | Dinastia VI        | Teti                                                       | Saqqara                                              |
| Neferseshemra Sheshi                | Dinastia VI        | Teti                                                       | Saqqara                                              |
| Kagemni                             | Dinastia VI        | Teti                                                       | Saqqara                                              |
| Mereruka                            | Dinastia VI        | Teti                                                       | Saqqara                                              |
| Djentika                            | Dinastia VI        | Teti (i Userkare?)                                         | Saqqara                                              |
| Idu (djati), anomenat Nefer         | Dinastia VI        | Userkare?                                                  | Saqqara                                              |
| Inumin                              | Dinastia VI        | Userkare? i Pepi I                                         | Saqqara                                              |
| Ankhmahor, anomenat Sesi            | Dinastia VI        | Pepi I                                                     | Saqqara                                              |
| Mehu                                | Dinastia VI        | Pepi I                                                     | Saqqara                                              |
| Nebet                               | Dinastia VI        | Pepi I                                                     |                                                      |
| Uni, anomenat el Vell               | Dinastia VI        | Pepi I                                                     | Abidos                                               |
| Iu                                  | Dinastia VI        | Pepi I i Merenre I                                         | Saqqara                                              |
| Dyau                                | Dinastia VI        | Merenre I i Pepi II                                        | Saqqara                                              |
| Idi                                 | Dinastia VI        | Pepi II                                                    | Saqqara                                              |
| Bebi                                | Dinastia XI        | Mentuhotep II                                              | ?                                                    |
| Dagi                                | Dinastia XI        | Mentuhotep II                                              | Tebes                                                |
| Ipi                                 | Dinastia XI        | Mentuhotep II o Sanjkara Mentuhotep                        | Tebes                                                |
| Amenemhat, futur Amenemhat I        | Dinastia XI        | Mentuhotep III                                             | ?                                                    |
| Nedjerruihotep                      | Dinastia XII       | Sehetepibra Amenemhat                                      | ?                                                    |
| Antefoqer                           | Dinastia XII       | Sehetepibra Amenemhat i Jeperkara Senusert                 | Tebes                                                |
| Ahanakht                            | Dinastia XII       | Jeperkara Senusert                                         | ?                                                    |
| Mentuhotep                          | Dinastia XII       | Jeperkara Senusert                                         | ?                                                    |
| Ameni                               | Dinastia XII       | Amenemhat II                                               | Tebes                                                |
| Siese                               | Dinastia XII       | Amenemhat II                                               | Dahshur                                              |
| Sobekemhat ??                       | Dinastia XII       | Jakaura Senusert                                           | Dahshur                                              |
| Djnumhotep                          | Dinastia XII       | Jakaura Senusert                                           | Dahshur                                              |
| Nebiti                              | Dinastia XII       | Jakaura Senusert                                           | ?                                                    |
| Ameni                               | Dinastia XII       | Amenemhat III                                              | ?                                                    |
| Djeti                               | Dinastia XII       | Amenemhat III                                              | ?                                                    |
| Sa-Montu                            | Dinastia XII       | Amenemhat III                                              | ?                                                    |
| Jenmes                              | Dinastia XII       | Sebenef                                                    | ?                                                    |
| Ankhu                               | Dinastia XIII      | Sobekhotep III i Sobekhotep IV                             | ?                                                    |
| Neferkare Iymeru                    | Dinastia XIII      | Sobekhotep IV                                              | ?                                                    |
| Yuy                                 | Dinastia XVIII     | Amosis I i Tuthmosis I?                                    | ?                                                    |
| Imhotep                             | Dinastia XVIII     | Tuthmosis I                                                | Tebes                                                |
| Hapuseneb                           | Dinastia XVIII     | Hatshepsut                                                 | Tebes                                                |
| Senenmut                            | Dinastia XVIII     | Hatshepsut                                                 | Sheikh Abd al-Gurnah (TT71) i Deir el-Bahari (TT353) |
| Amosis Amentu                       | Dinastia XVIII     | Hatshepsut i Tuthmosis III                                 | Tebes                                                |
| Neferuben                           | Dinastia XVIII     | Tuthmosis III                                              | Tebes                                                |
| Useramon, anomenat User             | Dinastia XVIII     | Tuthmosis III                                              | Tebes                                                |
| Rekhmire                            | Dinastia XVIII     | Tuthmosis III i Amenofis II                                | Sheikh Abd al-Gurnah (Tebes)                         |
| Amenemopet, anomenat Pairy          | Dinastia XVIII     | Amenofis II i Tuthmosis IV                                 | Vall dels reis (KV48)                                |
| Hepu                                | Dinastia XVIII     | Tuthmosis IV                                               | Tebes                                                |
| Tuthmosis                           | Dinastia XVIII     | Tuthmosis IV                                               | ?                                                    |
| Ptahmosis                           | Dinastia XVIII     | Amenofis III                                               | Tebes                                                |
| Tuthmosis                           | Dinastia XVIII     | Amenofis III                                               | Saqqara                                              |
| Amenhotep fill d'Hapu, anomenat Huy | Dinastia XVIII     | Amenofis III                                               | Tebes                                                |
| Ramose                              | Dinastia XVIII     | Amenofis III i Akhenaton                                   | Sheikh Abd al-Gurnah (Tebes)                         |
| Aper-el                             | Dinastia XVIII     | Amenofis III i Akhenaton                                   | Saqqara                                              |
| Nakhtpaaton                         | Dinastia XVIII     | Akhenaton                                                  | ?                                                    |
| Ay, futur faraó                     | Dinastia XVIII     | Tutankamon                                                 | Vall dels reis (KV23)                                |
| Horemheb, futur faraó               | Dinastia XVIII     | Tutankamon                                                 | Vall dels reis (KV57) o Saqqara                      |
| Pentu                               | Dinastia XVIII     | Tutankamon                                                 | Tebes                                                |
| Usermontu                           | Dinastia XVIII     | Tutankamon, Ay i Horemheb                                  | Saqqara?                                             |
| Ramose, futur faraó Ramsès I        | Dinastia XVIII     | Horemheb                                                   | Tebes                                                |
| Paser                               | Dinastia XIX       | Ramsès I, Seti I i Ramsès II                               | Tebes                                                |
| Djay                                | Dinastia XIX       | Ramsès II                                                  | Tebes                                                |
| Rahotep                             | Dinastia XIX       | Ramsès II                                                  | Sedment (el Faium)                                   |
| Neferrenpet                         | Dinastia XIX       | Ramsès II                                                  | ?                                                    |
| Panehesy                            | Dinastia XIX       | Merenptah                                                  | ?                                                    |
| Pensekmet                           | Dinastia XIX       | Merenptah                                                  | ?                                                    |
| Merisekhmet                         | Dinastia XIX       | Merenptah                                                  | ?                                                    |
| Hori II                             | Dinastia XIX       | Seti II, Amenmesse, Siptah, Tausert, Setnakht i Ramsès III | ?                                                    |
| Amenmesse                           | Dinastia XIX       | Seti II                                                    | Vall dels reis (KV10)                                |
| Djaemteri                           | Dinastia XIX       | Amenmesse                                                  | ?                                                    |
| Bay                                 | Dinastia XIX       | Tausert                                                    | Tebes                                                |
| Huernef                             | Dinastia XX        | Ramsès III                                                 | ?                                                    |
| Ta                                  | Dinastia XX        | Ramsès III                                                 | ?                                                    |
| Kaemwaset                           | Dinastia XX        | Ramsès IX                                                  | ?                                                    |
| Nebmarenakht                        | Dinastia XX        | Ramsès IX, Ramsès X i Ramsès XI                            | ?                                                    |
| Herihor                             | Dinastia XX        | Ramsès XI                                                  | Tebes                                                |

## Article principal
- Djati